# Gasthof „Zur Rose“

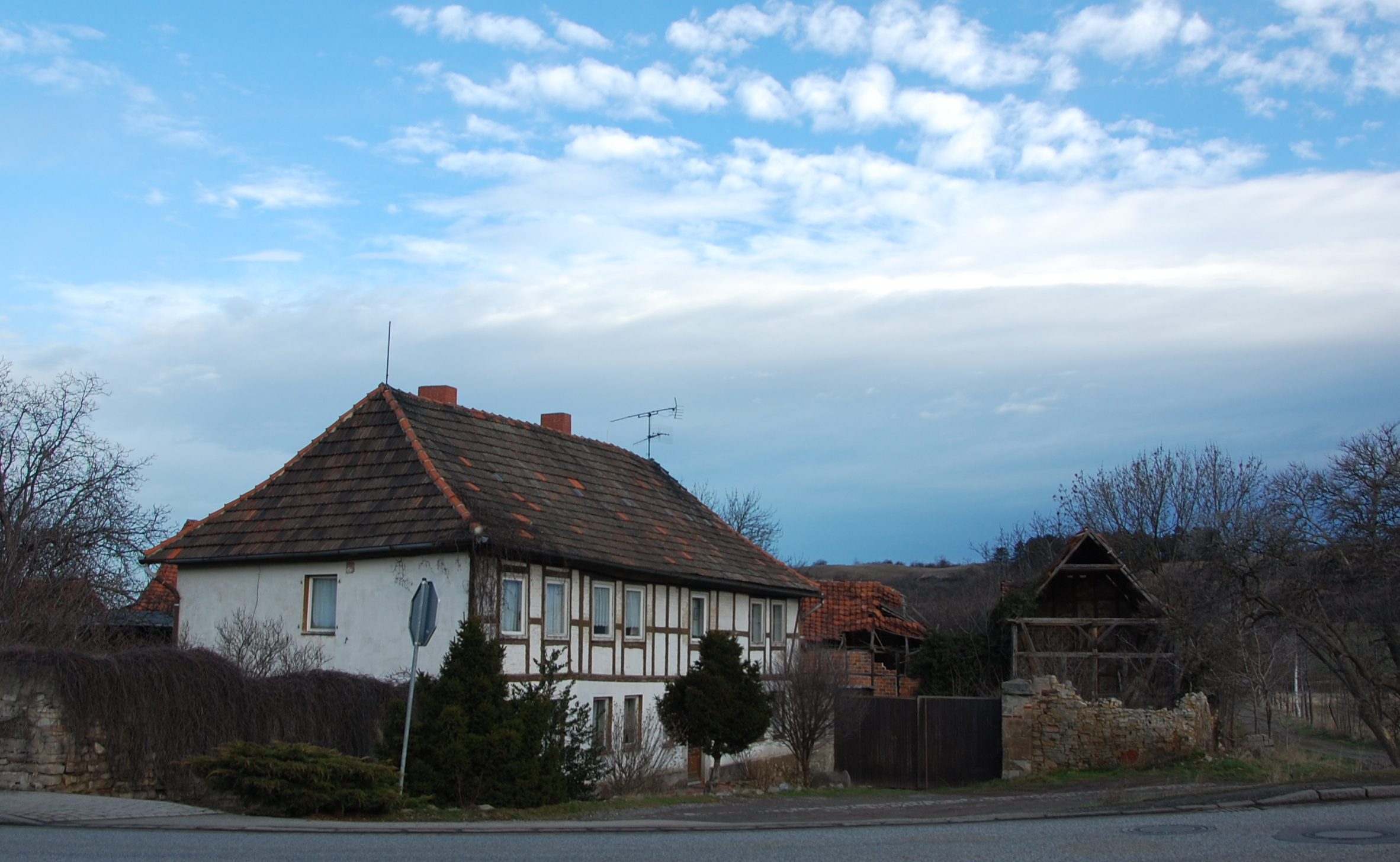
Gasthof „Zur Rose“

Das Haus Gasthof „Zur Rose“ ist ein denkmalgeschütztes Gebäude im zur Stadt Quedlinburg in Sachsen-Anhalt gehörenden Ortsteil Stadt Gernrode. Es ist nicht mehr als Gasthof in Betrieb.

## Lage
Der Hof befindet sich einzelnstehend nordwestlich des Gernröder Ortskerns nördlich einer Chaussee an der Adresse An der Rose 1 und ist im örtlichen Denkmalverzeichnis als Gasthof eingetragen.

## Architektur und Geschichte
Es wird angenommen, dass das Anwesen aus einem Zoll- bzw. Weghaus und einem damit in Zusammenhang stehenden Gasthof hervorgegangen ist und als Ausspannhof diente. Es lag außerhalb Gernrodes vor dem Häuschentor. Der Bau eines Gasthofs Zur Rose ist für das Jahr 1480 belegt. Das als Wohnhaus dienende heutige Gebäude wurde als zweigeschossiges Fachwerkhaus errichtet und stammt nach einer Inschrift aus dem Jahr 1779.
Der Hof ist dreiseitig umbaut. Die zum Teil jedoch ruinösen Wirtschaftsbauten entstanden ebenfalls in Fachwerkbauweise, wurden teils jedoch später als das Wohnhaus errichtet.
In der Nähe des Hofs befand sich auch der Schießstand der Schützengilde. Er wurde 1847 zum Stubenberg verlegt.
Bereits im Jahr 1915 wurde die Gastwirtschaft geschlossen.